# Otemoyan
«Otemoyan» es una danza tradicional japonesa de la Prefectura de Kumamoto. Se baila en las calles de Kumamoto en verano, acompañada con shamisen, tambores taiko y otros instrumentos de percusión. 